# ASTRO-G
ASTRO-G（第25号科学衛星）は、日本が計画していた電波天文衛星。2008年に開発を開始したが、技術的な課題が浮上し、開発を継続しても要求性能に達しないと見込まれる上に、スケジュール延伸、大幅な予算超過となることから2011年に開発中止となった。
先代の電波天文観測衛星はるかによって実施された国際的な天体観測プロジェクト宇宙VLBI計画VSOPを発展させた「VSOP-2」の中核となる宇宙望遠鏡として、日本の国立天文台 (NAOJ) と宇宙航空研究開発機構 宇宙科学研究本部 (JAXA/ISAS) を中心として開発していた。プロジェクト開始時は2012年度打上げ・衛星開発費140億円を予定していたが、プロジェクト中止を判断した時点の試算では早くとも2016年度打上げ・232億円（いずれも打ち上げ費用を含まない）と見込まれた。

## プロジェクト概要
先代のVLBI観測衛星はるかは史上初のVLBI衛星として、宇宙研（ISAS）における工学実験衛星シリーズのMUSESを冠した「MUSES-B」の名称であったが、本衛星は天文衛星シリーズのASTROを冠した「ASTRO-G」の名称となり、工学的な技術実証としてではなく理学的な科学観測衛星に位置づけられている。
ASTRO-Gが中核をなすVSOP-2計画では、VSOPと比較して高い周波数帯の43GHz帯（波長0.7cm）、反射鏡の鏡面精度0.4cm rms（表面粗さ）により、10倍の観測精度となる40マイクロ秒角の高分解能で天体現象を直接観測する計画であった。
なおVLBI（超長基線電波干渉法）とは、複数の電波望遠鏡で同一の天体を同時観測することで仮想的な一つの巨大な望遠鏡の観測精度を得る超解像技術であり、その望遠鏡の大きさは離れた距離（基線）の長さに依存する。宇宙VLBIでは電波望遠鏡の一つを宇宙に置くことで、地球の直径の何倍もの大きさの望遠鏡を設置したのと同じ精度で天体観測を行う技術であり、ASTRO-Gによって口径35,000km相当（遠地点高度25,000km+地球の直径12,000km）の性能が得られると期待された。

### 主な観測目標
- ジェットの構造と生成・加速領域
- 活動銀河核のブラックホールの降着円盤
- 星形成領域
- マイクロクェーサー
- 超新星
- 重力レンズ天体

## 計画の推移
- 2006年
  - 5月9日にJAXA理事会で正式に承認。競合案件は次期X線天文衛星とソーラー電力セイルミッションであったが、事前にVSOP-2を推薦する方向で調整を行った。VSOP-2が推薦された理由としては、工学試験衛星「はるか」の記録映像が、科学技術映画賞を受賞することになり、また、スペースVLBI計画を実施できているのが日本だけのため、各国からも注目を受けていたという経緯があった。
  - 7月11日に宇宙開発委員会で計画の事前評価が行われ、妥当であると判断された[4]。国会で2007年度（平成19年度）予算として承認され、開発が決定した。
- 2007年4月、プロジェクトに移行し開発が開始[1]。基本仕様による入札が終わり、衛星本体開発メーカとの間で仕様調整が行われ、国立天文台では運用関連のソフトウエア整備や衛星の心臓部ともいえる受信装置の開発を、宇宙科学研究本部では、本体搭載機器の開発を実施した。基本は、きく8号と同じ仕様であるが、目標周波数が高いため、メッシュ構造についても高い精度を目指した開発が行われる予定だった。
- 2009年1月、アンテナ鏡面が要求精度に達しないという技術的課題が判明。同年に予算が停止、2010年度予算はゼロとなり[5]、プロジェクトは中断状態となった。この間に課題の検討が進められたところ、達成可能な鏡面精度では予定された成果は得られず、科学的目標を妥協してもなお開発資金と期間が予定を大幅に超えるとの結論に達した[3]。
- 2010年12月には計画を主導する宇宙科学研究所がASTRO-Gの中止を判断。
- 2011年
  - 8月24日の宇宙開発委員会において、JAXAからASTRO-G計画の中止が提案された[3]。
  - 11月30日の宇宙開発委員会の結論を受け、正式にプロジェクトの中止が決定された[6]。

### 中止判断
ASTRO-Gは観測精度を決定づける大型展開アンテナの基本設計において複数の技術的な課題（経年劣化・アンテナ展開の非再現性等）が明らかになり、ミッション成立性の再評価を実施していた。総合的な判断として、打ち上げ後1.5年の間アンテナの鏡面精度が1.0mm rms（計画設計寿命3年、サイエンス要求0.4mm rms）であれば現実的に達成可能であると判断されたが、この鏡面精度では43GHz帯での感度が5分の1程度に低下することから、サクセスクライテリアのうちフルサクセスの一部の項目が達成不可能であると見込まれた。国立天文台側は性能低下の少ない22GHz帯でも観測意義があるとの考えはあったが、要求性能を妥協しても開発予算・期間とも倍増することから宇宙研側として他の宇宙科学ミッションへの圧迫の可能性もあるとし、JAXA経営層へ中止を申し入れた形となった。

## 衛星設計
- 大型アンテナ
  - 大型アンテナ主鏡ユニット（LDR、Large Deployable Antenna）[7]
    - 7モジュール
    - 直径：9.26m

  - 大型アンテナ副鏡ユニット（SRUNT）
  - ジンバル指向精度：0.005°
- 観測バンド
  - Xバンド：8.0 - 8.8GHz
  - Kバンド：20.6 - 22.6GHz
  - Qバンド：41.0 - 45.0GHz
- 衛星レーザ測距リフレクターアレイ（SLRA）[1]
- GPSアンテナ（GPSA）
- 通信
  - ダウンリンク
    - HGA（ハイゲインアンテナ）：直径80cm
    - 1Gbps、37 - 38GHz

  - アップリンク：40GHz
- シャントデシベータ（SHNT）

主鏡は軌道上展開式の9m口径電波反射鏡である。観測波長がミリメートルオーダーであるため、反射鏡は金メッキされたメッシュで構成される。7個の小さなモジュールが組み合わさって大きな反射鏡を構成する構造になっており、これにはきく8号（ETS-VIII）の技術が使われる。ただし個々のモジュールはきく8号ではモリブデン線であったが、鏡面精度を上げるためこれをタングステン線に替え、表面を金メッキする。

### 推進組織
- 国立天文台
  - スペースVLBI推進室
- 宇宙航空研究開発機構
  - 宇宙科学研究本部

### 学術研究分野
- 天文学 - 電波天文学

### 研究活用技術
- 超長基線電波干渉法

### 前に活躍した観測機
- はるか（MUSES-B）

### 同時期の観測機
- ラジオアストロン